# Вазґен Сіслян
Вазґен Саргісовіч Сіслян (20 жовтня 1956, Бейрут, Ліван) — член Вірменської секретної армії звільнення Вірменії (АСАЛА), що здійснив Захоплення турецького консульства в Парижі, в результаті якого 2 людини були поранені, після чого один з них помер і 56 осіб були захоплені в заручники, але потім відпущені.

## Біографія
Народився 20 жовтня 1956 року в передмісті Бейрута, район Бурдж Хамуд. Відвідував школу до 12 років, після чого через хворобу осліп на три місяці і протягом півтора років нічим не міг займатися. У 1986 році закінчив Паризький університет Сорбонна за фахом мовознавство. У Лівані Взген працював механіком, а з 1979 по 1981 брав участь в бойовій діяльності. Вазґен Сіслян вільно розмовляє англійською, французькою, арабською, турецькою мовою. Під час Ліванської війни юний Сіслян разом із загоном самооборони захищав вірменські квартали.
За кілька місяців до захоплення заручників у турецькому консульстві Вазґен Сіслян та його соратники у Бейруті заявили про себе, відправивши публікацію до редакції газети «Armenian Magazine». 24 вересня 1981 року в віці 25 років він очолив групу бійців організації «АСАЛА» (Акоп Джулфаян, Геворк Гюзелян, Арам Басмаджян) з метою захоплення турецького консульства в Парижі. В ході акції було важко поранено консула Кай Інал і двох бійців; захоплено 56 заручників, які утримувалися в будівлі консульства протягом 16 годин. Так само Вазґен Сіслян і Акоп Джулфаян були важко поранені, проте були переведені в лікарню «Готель Дьо», де Вазґен знаходився 5-6 днів у несвідомому стані, його підключили до апарату штучного дихання, а після він прийшов до тями. Після публікації своїх вимог в ЗМІ, бійці добровільно здалися французькій владі. Проте їх умови звільнити «вірменських, турецьких і курдських політичних в'язнів у Туреччині» задоволені не були. Далі, рішенням суду, який проходив в Парижі, Вазген Сіслян і члени його групи були засуджені до 6 років позбавлення волі суворого режиму в тюрмі «Френ», потім в «Флорі Мерожес», в подальшому, бійці вдалися до 15-денної голодовки, з яких 8 — без води, щоб нагадати владі про обіцянку. Їх визнали політв'язнями. Трьох бійців було звільнено 6 серпня 1986 року і поїхали до Лівану, один з них — Арам Басмаджян — покінчив життя самогубством у в'язниці (похований на кладовищі Пер-Лашез, Париж).
Через деякий час Вазґен Сіслян переїхав до Вірменії, де брав участь в Арцахскій визвольній війні 1988—1994 рр. Так само Вазґен Сіслян на початку квітня 2016 року, зібрав загін і захищав невизнану Нагірно-Карабахську Республіку, під час загострення конфлікту з Азербайджаном.
Вазґен Сіслян є учасником громадської організації «Ухт Арарат» («Обітниця Арарату»), що об'єднує колишніх політичних в'язнів з числа бійців «АСАЛА». Вазґен Сіслян з Акопом Джулфаяном спілкуються мало не кожен день, працюють в одній компанії, Вазґен — інженер-електрик, Акоп — в керівній ланці. Примітно, що сьогодні номер єреванської квартири Сісляна дублює той, який значився на «об'єкті» — N 170 по Осман авеню. Як він сам каже, збіг це далеко не випадковий, і адреса з цифрами, що запам'яталися на все життя, обраний на честь того знаменного дня.

## Нагороди
Нагороджений медаллю МО РА «Вазґен Саркісян».

## Сім'я
Після того як Вазґен Сіслян переїхав до Вірменії, він одружився з коханою дівчиною.